# Château d'Illens
 (août 2016).
Le château d’Illens est un château fort en ruines situé sur le territoire de la commune suisse de Gibloux dans le canton de Fribourg. Il fut construit au XIIe siècle puis agrandi par la famille de La Baume (XVe siècle) sur une falaise surplombant un méandre de la Sarine, une région appartenant alors au duché de Savoie. Le château faisait partie de la seigneurie d’Arconciel et gardait l'accès au gué (pont ?) sur la rive droite de la Sarine qui menait à l'ancien bourg disparu. En 1455 Guillaume de la Baume, chambellan du duc Charles le Téméraire et du roi Charles VII, prend possession du domaine. Après les guerres de Bourgogne, le jeune canton suisse de Fribourg, vers 1484, acquit la forteresse pour y installer le siège d’un petit bailliage. Le corps de logis n’était alors pas encore terminé. Plus tard, l'édifice passe en mains privées.

## Description
Le bâtiment primitif du XIIe siècle est détruit en 1474 par les troupes confédérées, essentiellement bernoises et fribourgeoises. La ruine actuelle appartient à la typologie des châteaux à grande tour quadrangulaire. Cet imposant corps de logis est le vestige d'une demeure seigneuriale dont la construction a été entreprise vers 1470 pour le seigneur Guillaume de la Baume, le chantier étant conduit par un maître Claude, maçon architecte probablement d'origine bourguignonne. Le chantier n'était pas achevé lors du démantèlement de la forteresse par les troupes confédérées en 1474. L'imposant édifice, plus qu'une forteresse, devait être aussi une résidence seigneuriale extrêmement raffinée. Comme le dit de Raemy, Illens entame la transition vers la « maison haute », soit hôtel particulier urbain des XVIe et XVIIe siècles.      
Protégé par une enceinte aujourd’hui ruinée, le château impressionne par la régularité de son grand appareil en molasse, par ses quatre étages habitables ajourés, sur la façade méridionale, de fenêtres de style gothique tardif avec coussièges et agrémentés de grandes cheminées médiévales. Dans le dernier tiers du XVe siècle, l'aspect guerrier du château est quelque peu adouci : une tour d'escalier d'inspiration Renaissance vient desservir les étages et les combles. 
Dès le XIXe siècle, le château fort subit des dégradations : un incendie emporte sa toiture et détruit les poutraisons du corps de logis ; quant à l’escalier en colimaçon de la tour, il est démonté peu après et réutilisé au château de Farvagny. Après avoir été la propriété de plusieurs familles successives, le château est acheté en 1893 par Antoine Comte, de Fribourg, qui entreprend quelques travaux pour empêcher sa dégradation totale : il protège notamment la ruine par une couverture en carton bitumé, rétablit un escalier de bois dans la tourelle et construit des planchers. En 1903, il vend la forteresse aux Pères trappistes de Laval, chassés de France, mais en 1914, lorsque ces religieux sont autorisés à rentrer au pays, ceux-ci vendent à leur tour ce bien à la commune de Rossens, administratrice de la petite commune d’Illens (15 habitants). 
Dès lors, le château n’est plus entretenu, faute de moyens financiers : les murs et les fenêtres se dégradent. Une restauration de qualité de ce bien culturel d'importance nationale semblerait devoir s'imposer, d'autant plus que les murs, étant solides et stables, s'élèvent presque à la hauteur de l'ancien toit : une couverture de la tour-escalier et du corps de logis, la recréation des cinq planchers en poutres dont les assises sont encore visibles, et la pose d’un escalier en colimaçon ne devraient pas contrevenir à la Charte de Venise sur la protection des bâtiments anciens, d'autant plus que des photographies anciennes précisent bien l'aspect de la construction jusqu'au toit. Le canton de Fribourg, à court d'argent, n'a jamais pu entreprendre sa restauration. Grâce à une association privée cependant, l'Association du Château d'Illens,  l'érosion de ce bâtiment médiéval exceptionnel a pu être stoppée grâce à la pose d'une légère toiture de protection reposant sur une armature métallique autoporteuse. 
À terme, le château sera fermé au public et réservé à quelques manifestations et visites privées.